# Tomas Warming
Peter Tomas Warming, född 25 september 1939 i Karlskoga församling i Örebro län, är en svensk militär.

## Biografi
Warming avlade officersexamen vid Krigsflygskolan 1964 och utnämndes samma år till fänrik vid Svea flygkår, där han befordrades till löjtnant 1966 och tjänstgjorde till 1969. Han studerade vid Militärhögskolan 1969–1972, befordrades till kapten 1972, var detaljchef i Studieavdelningen vid Flygstaben 1972–1979 och befordrades major 1975. År 1979 befordrades han till överstelöjtnant, varpå han var baschef vid Bråvalla flygflottilj 1979–1980 och detaljchef vid Studieavdelningen i Försvarsstaben 1980–1982. År 1982 utnämndes han till överstelöjtnant med särskild tjänsteställning, varefter han var chef för Planeringsavdelningen vid Flygstaben 1982–1985, studerade vid Försvarshögskolan 1985 samt var försvarsattaché vid ambassaderna i Paris och Madrid 1985–1988, befordrad till överste 1986. Han var chef för Flyglinjen vid Militärhögskolan 1988–1991, varpå han befordrades till överste av första graden 1991 och var chef för Produktionsledningen i Flygstaben 1991–1992. Warming befordrades 1992 till generalmajor och var stabschef vid staben i Övre Norrlands militärområde 1992–1993 samt i Norra militärområdet 1993–1995, varpå han var operationsledare i Högkvarteret 1995–1997.
Warming var adjutant hos Carl XVI Gustaf 1967–1983 och överadjutant 1983–1997. Åren 1998–1999 var han tillförordnad hovmarskalk och från 1999 kammarherre och slottsfogde vid Gripsholms slott. Han var ledamot av styrelsen för Sprängämnesinspektionen 1995–1998.
Tomas Warming invaldes 1992 som ledamot av Kungliga Krigsvetenskapsakademien.

## Utmärkelser
- Kommendör med stjärna av Isländska falkorden (1998-11-24)[6]